# Double or Nothing (2022)
Double or Nothing 2022 fue la cuarta edición del Double or Nothing, el evento pague por ver de lucha libre profesional producido por la empresa estadounidense All Elite Wrestling. Tuvo lugar el 29 de mayo de 2022 desde el T-Mobile Arena en Paradise, Nevada.

## Producción
Después de que los eventos de los dos años anteriores tuvieran que realizarse en Daily's Place en Jacksonville, Florida debido a la pandemia de COVID-19, el evento de 2022 regresará Double or Nothing a Las Vegas, que es donde se llevó a cabo el evento inaugural. El 23 de febrero de 2022 se confirmó que el evento se llevará a cabo el 29 de mayo, pero a diferencia del evento inaugural, que se llevó a cabo en el MGM Grand Garden Arena, el evento de 2022 se llevará a cabo en el T-Mobile Arena en Las Strip de Las Vegas en Paradise, Nevada. Como parte de la semana de Double or Nothing, AEW transmitirá tanto Dynamite como Rampage en vivo el 25 y 27 de mayo, respectivamente, en el cercano Michelob Ultra Arena en el Mandalay Bay. Las entradas para Double or Nothing salieron a la venta el 4 de marzo de 2022, en el que las ventas del primer día superaron el millón de dólares en la puerta, marcando la primera vez que AEW cruzó el millón de dólares en la puerta.

## Antecedentes
En septiembre de 2021, AEW anunció el establecimiento de la Copa Owen Hart, un torneo anual para honrar el legado de Owen Hart, un destacado luchador de la WWE (en ese momento conocido como la World Wrestling Federation) que murió trágicamente en la sede de esa empresa en el evento Over the Edge en 1999. El torneo se estableció en colaboración con la Fundación Owen Hart. El 17 de diciembre, AEW reveló que habría un torneo de hombres y mujeres de la Copa Owen Hart, y los ganadores recibirían un trofeo llamado "The Owen". También se confirmó que los torneos comenzarían en mayo y las finales se celebrarían en Double or Nothing. El presidente y director ejecutivo de AEW, Tony Khan, reveló que había considerado concluir la Copa Owen Hart en Revolution, pero como Las Vegas está más cerca de la casa de Martha Hart (la viuda de Owen) que Orlando, Florida y debido a su horario de enseñanza en Canadá, Khan decidió concluir los torneos en Double or Nothing para que Martha pudiera participar. Al decidir por qué habría un torneo de hombres y mujeres, Khan lo comparó con el torneo de tenis de Wimbledon, que también tiene torneos de hombres y mujeres.

## Resultados
- The Buy In: Hookhausen (Hook & Danhausen) derrotaron a Tony Nese & Mark Sterling (5:20).
  - Danhausen cubrió a Sterling después de un «Saito Suplex».
- Wardlow derrotó a MJF (7:30).
  - Wardlow cubrió a MJF después de diez «Powerbombs».
  - Después de la lucha, MJF fue llevado en camilla quedando inconsciente.
  - Como resultado, Wardlow fue liberado de su contrato con MJF, siendo contratado por AEW.
- The Hardys (Matt Hardy & Jeff Hardy) derrotaron a The Young Bucks (Matt Jackson & Nick Jackson) (con Brandon Cutler) (19:15).
  - Jeff cubrió a Nick después de un «Swanton Bomb».
- Jade Cargill derrotó a Anna Jay y retuvo el Campeonato TBS de AEW (7:25).
  - Cargill cubrió a Jay después de un «Jaded» desde el esquinero.
  - Durante la lucha, Kiera Hogan, Red Velvet, Mark Sterling y Stokely Hathaway interfirieron a favor de Cargill.
  - Después de la lucha, Cargill, Hogan y Velvet intentaron atacar a Jay, pero fueron detenidas por Kris Statlander y Athena.
- House of Black (Malakai Black, Brody King & Buddy Matthews) derrotaron a Death Triangle (PAC, Penta Oscuro & Rey Fénix) (con Alex Abrahantes) (15:35).
  - Black cubrió a PAC después de un «Black Mass».
  - Durante la lucha, Julia Hart interfirió a favor de House of Black.
- Adam Cole derrotó  a Samoa Joe y ganó la Men's Owen Hart Cup (12:30).
  - Cole cubrió a Joe después de un «The Boom».
  - Durante la lucha, Bobby Fish interfirió a favor de Cole.
- Dr. Britt Baker D.M.D. derrotó a Ruby Soho y ganó la Women's Owen Hart Cup (13:20).
  - Baker cubrió a Soho con un «Roll-Up».
  - Después de la lucha, Baker y Soho se dieron la mano en señal de respeto.
  - Rancid  interpretó el tema de entrada de Ruby Soho en vivo.
- The Men of the Year (Ethan Page & Scorpio Sky) & Paige VanZant (con Dan Lambert) derrotaron a Frankie Kazarian, Sammy Guevara & Tay Conti (12:30).
  - Sky cubrió a Kazarian después de un «TKO».
  - Durante la lucha, Kazarian y Conti tuvieron problemas de comunicación y de concentración, provocando que Guevara le aplicara un «Superkick» a Conti por equivocación.
  - Como resultado, Kazarian y Guevara no obtendrán otra oportunidad por el Campeonato TNT de AEW mientras Sky sea campeón.
- Kyle O'Reilly derrotó a Darby Allin (9:50).
  - O'Reilly cubrió a Allin después de un «Diving Knee Drop».
- Thunder Rosa derrotó a Serena Deeb y retuvo el Campeonato Mundial Femenino de AEW (16:55).
  - Rosa cubrió a Deeb después de un «Fire Thunder Driver».
- Jericho Appreciation Society (Chris Jericho, Jake Hager, Matt Menard, Angelo Parker & Daniel Garcia) derrotaron a Blackpool Combat Club (Bryan Danielson & Jon Moxley), Eddie Kingston, Santana & Ortiz en un Anarchy in the Arena (22:45).
  - Jericho dejó inconsciente a Danielson amarrado de las cuerdas rotas del ring con un «Liontamer».
- Jurassic Express (Jungle Boy & Luchasaurus) (con Christian Cage) derrotaron a Team Taz (Ricky Starks & Powerhouse Hobbs) y Keith Lee & Swerve Strickland y retuvieron el Campeonato Mundial en Parejas de AEW (17:15).
  - Jungle Boy cubrió a Strickland después de un «Thorasic Express».
- CM Punk derrotó a "Hangman" Adam Page y ganó el Campeonato Mundial de AEW (25:40).
  - Punk cubrió a Page después de un «Go To Sleep».